# Efigenio Hernández Santillán
Efigenio Hernández Santillán är en ort i Mexiko.   Den ligger i kommunen Jalpan och delstaten Puebla, i den sydöstra delen av landet, 170 km nordost om huvudstaden Mexico City. Efigenio Hernández Santillán ligger 288 meter över havet och antalet invånare är 181.
Terrängen runt Efigenio Hernández Santillán är huvudsakligen lite kuperad. Efigenio Hernández Santillán ligger nere i en dal. Runt Efigenio Hernández Santillán är det tätbefolkat, med 297 invånare per kvadratkilometer. Närmaste större samhälle är Xicotepec de Juárez, 18,8 km sydväst om Efigenio Hernández Santillán. I omgivningarna runt Efigenio Hernández Santillán växer huvudsakligen savannskog.